# 백베이

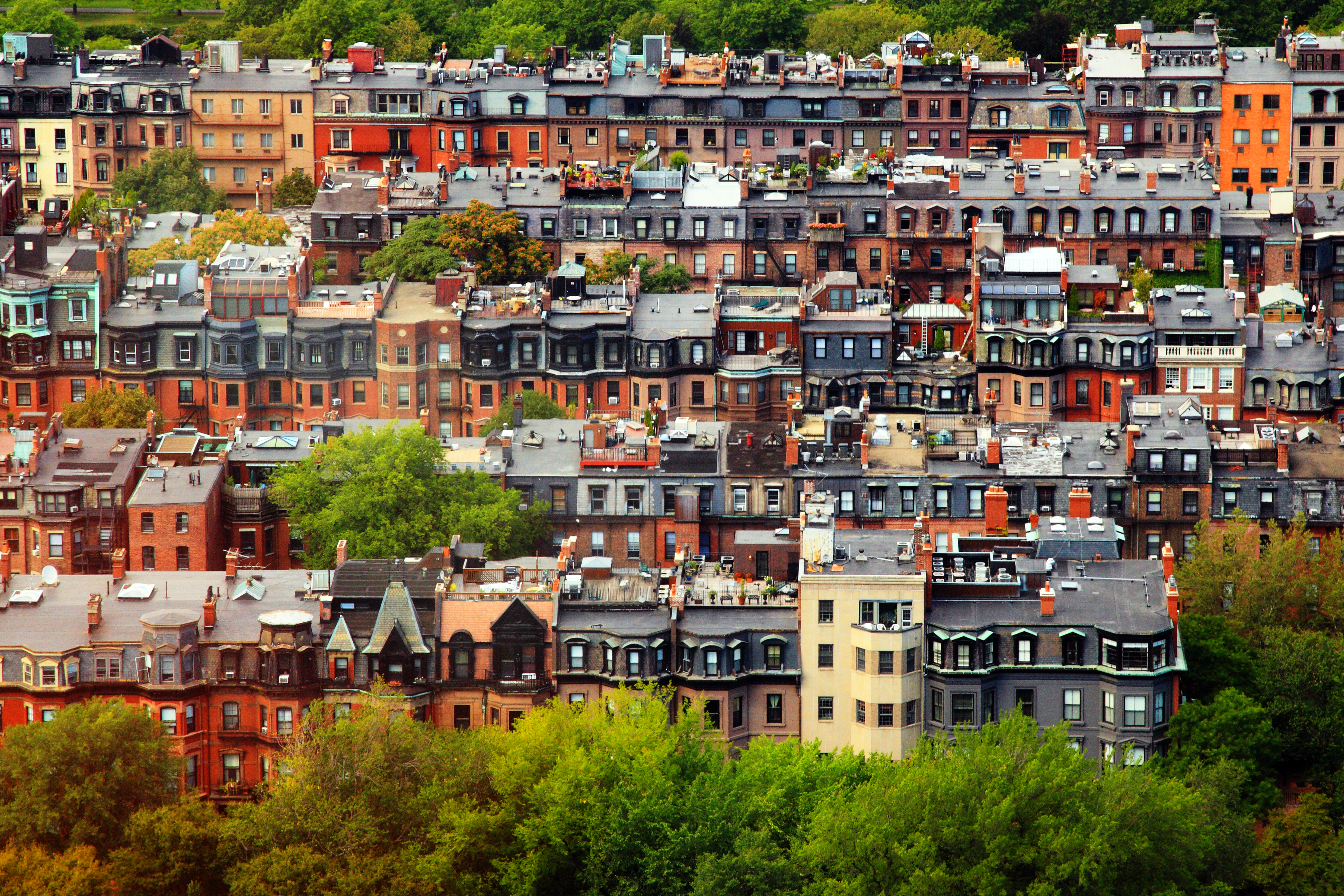
백베이

백베이(Back Bay)는 미국 보스턴에 위치한 지구이다. 갈색돌로 지어진 주택이 많은 것으로 잘 알려져 있다.

## 같이 보기
- 코플리 광장